# Fed Cup 2011 Spareggi Gruppo Mondiale
Gli spareggi per il Gruppo Mondiale 2011 sono i principali spareggi della Fed Cup 2011, e collegano il Gruppo Mondiale al Gruppo Mondiale II. Ad essi partecipano le 4 squadre sconfitte nel primo turno del Gruppo Mondiale (Australia, Francia, Slovacchia e Stati Uniti) e le 4 squadre vincitrici del Gruppo Mondiale II (Germania, Serbia, Spagna e Ucraina) incrociandosi in scontri ad eliminazione diretta. Le 4 squadre vincenti gli spareggi avranno il diritto a partecipare al Gruppo Mondiale del 2012 e lottare quindi per la conquista della Fed Cup 2012, mentre le perdenti retrocedono al Gruppo Mondiale II.

## Accoppiamenti
Le partite si disputano il 16 e 17 aprile 2011.
- Germania vs  Stati Uniti
- Spagna vs  Francia
- Slovacchia vs  Serbia
- Australia vs  Ucraina

### Germania vs. Stati Uniti
| Germania 5 | Porsche Arena, Stoccarda, Germania 16 aprile - 17 aprile 2011 Terra rossa (indoor) | Porsche Arena, Stoccarda, Germania 16 aprile - 17 aprile 2011 Terra rossa (indoor) | Stati Uniti 0 |      |     |  |
| \| \| \| \| 1 \| 2 \| 3 \| \| \| - \| \| ------------------------------------------------------------ \| --- \| ---- \| --- \| \| \| 1 \| \| Andrea Petković Christina McHale \| 6 3 \| 6 4 \| \| \| \| 2 \| \| Julia Görges Melanie Oudin \| 6 2 \| 7 65 \| \| \| \| 3 \| \| Andrea Petković Melanie Oudin \| 6 2 \| 6 3 \| \| \| \| 4 \| \| Sabine Lisicki Christina McHale \| 6 3 \| 6 4 \| \| \| \| 5 \| \| Julia Görges / Anna-Lena Grönefeld Liezel Huber / Vania King \| 3 6 \| 6 3 \| 6 1 \| \| |                                                                                    |                                                                                    |               |      |     |  |
| |                                                                                    |                                                                                    | 1             | 2    | 3   |  |
| 1 | Germania (bandiera) · Stati Uniti (bandiera)                                       | Andrea Petković Christina McHale                                                   | 6 3           | 6 4  |     |  |
| 2 | Germania (bandiera) · Stati Uniti (bandiera)                                       | Julia Görges Melanie Oudin                                                         | 6 2           | 7 65 |     |  |
| 3 | Germania (bandiera) · Stati Uniti (bandiera)                                       | Andrea Petković Melanie Oudin                                                      | 6 2           | 6 3  |     |  |
| 4 | Germania (bandiera) · Stati Uniti (bandiera)                                       | Sabine Lisicki Christina McHale                                                    | 6 3           | 6 4  |     |  |
| 5 | Germania (bandiera) · Stati Uniti (bandiera)                                       | Julia Görges / Anna-Lena Grönefeld Liezel Huber / Vania King                       | 3 6           | 6 3  | 6 1 |  |

### Spagna vs. Francia
| Spagna 4 | Club de Tenis Lleida, Lleida, Spagna 16 aprile - 17 aprile 2011 Terra (outdoor) | Club de Tenis Lleida, Lleida, Spagna 16 aprile - 17 aprile 2011 Terra (outdoor)  | Francia 1 |      |     |  |
| \| \| \| \| 1 \| 2 \| 3 \| \| \| - \| \| -------------------------------------------------------------------------------- \| --- \| ---- \| --- \| \| \| 1 \| \| María José Martínez Sánchez Virginie Razzano \| 6 2 \| 6 4 \| \| \| \| 2 \| \| Anabel Medina Garrigues Aravane Rezaï \| 5 7 \| 7 64 \| 2 6 \| \| \| 3 \| \| María José Martínez Sánchez Aravane Rezaï \| 6 1 \| 6 4 \| \| \| \| 4 \| \| Lourdes Domínguez Lino Pauline Parmentier \| 6 4 \| 6 4 \| \| \| \| 5 \| \| Anabel Medina Garrigues / Nuria Llagostera Vives Alizé Cornet / Virginie Razzano \| 6 4 \| 6 1 \| \| \| |                                                                                 |                                                                                  |           |      |     |  |
| |                                                                                 |                                                                                  | 1         | 2    | 3   |  |
| 1 | Spagna (bandiera) · Francia (bandiera)                                          | María José Martínez Sánchez Virginie Razzano                                     | 6 2       | 6 4  |     |  |
| 2 | Spagna (bandiera) · Francia (bandiera)                                          | Anabel Medina Garrigues Aravane Rezaï                                            | 5 7       | 7 64 | 2 6 |  |
| 3 | Spagna (bandiera) · Francia (bandiera)                                          | María José Martínez Sánchez Aravane Rezaï                                        | 6 1       | 6 4  |     |  |
| 4 | Spagna (bandiera) · Francia (bandiera)                                          | Lourdes Domínguez Lino Pauline Parmentier                                        | 6 4       | 6 4  |     |  |
| 5 | Spagna (bandiera) · Francia (bandiera)                                          | Anabel Medina Garrigues / Nuria Llagostera Vives Alizé Cornet / Virginie Razzano | 6 4       | 6 1  |     |  |

### Slovacchia vs. Serbia
| Slovacchia 2 | Sibamac Arena, Bratislava, Slovacchia 16 aprile - 17 aprile 2011 Terra (indoor) | Sibamac Arena, Bratislava, Slovacchia 16 aprile - 17 aprile 2011 Terra (indoor) | Serbia 3 |     |     |        |
| \| \| \| \| 1 \| 2 \| 3 \| \| \| - \| \| ----------------------------------------------------------------------------- \| --- \| --- \| --- \| ------ \| \| 1 \| \| Dominika Cibulková Bojana Jovanovski \| 4 6 \| 6 3 \| 6 1 \| \| \| 2 \| \| Daniela Hantuchová Ana Ivanović \| 2 6 \| 4 6 \| \| \| \| 3 \| \| Dominika Cibulková Ana Ivanović \| 6 4 \| 3 \| \| ritiro \| \| 4 \| \| Daniela Hantuchová Jelena Janković \| 2 6 \| 6 3 \| 5 7 \| \| \| 5 \| \| Daniela Hantuchová / Magdaléna Rybáriková Jelena Janković / Aleksandra Krunić \| 6 2 \| 5 7 \| 7 9 \| \| |                                                                                 |                                                                                 |          |     |     |        |
| |                                                                                 |                                                                                 | 1        | 2   | 3   |        |
| 1 | Slovacchia (bandiera) · Serbia (bandiera)                                       | Dominika Cibulková Bojana Jovanovski                                            | 4 6      | 6 3 | 6 1 |        |
| 2 | Slovacchia (bandiera) · Serbia (bandiera)                                       | Daniela Hantuchová Ana Ivanović                                                 | 2 6      | 4 6 |     |        |
| 3 | Slovacchia (bandiera) · Serbia (bandiera)                                       | Dominika Cibulková Ana Ivanović                                                 | 6 4      | 3   |     | ritiro |
| 4 | Slovacchia (bandiera) · Serbia (bandiera)                                       | Daniela Hantuchová Jelena Janković                                              | 2 6      | 6 3 | 5 7 |        |
| 5 | Slovacchia (bandiera) · Serbia (bandiera)                                       | Daniela Hantuchová / Magdaléna Rybáriková Jelena Janković / Aleksandra Krunić   | 6 2      | 5 7 | 7 9 |        |

### Australia vs. Ucraina
| Australia 2 | Glen Iris Valley Recreation Club, Melbourne, Australia 16 aprile - 17 aprile 2011 Terra rossa (outdoor) | Glen Iris Valley Recreation Club, Melbourne, Australia 16 aprile - 17 aprile 2011 Terra rossa (outdoor) | Ucraina 3 |       |     |  |
| \| \| \| \| 1 \| 2 \| 3 \| \| \| - \| \| ---------------------------------------------------------------------- \| ---- \| ----- \| --- \| \| \| 1 \| \| Jarmila Groth Ol'ga Savčuk \| 6 1 \| 6 1 \| \| \| \| 2 \| \| Anastasija Rodionova Lesja Curenko \| 1 6 \| 4 6 \| \| \| \| 3 \| \| Jarmila Groth Lesja Curenko \| 6 1 \| 6 3 \| \| \| \| 4 \| \| Anastasija Rodionova Ol'ga Savčuk \| 63 7 \| 613 7 \| \| \| \| 5 \| \| Sophie Ferguson / Sally Peers Julija Bejhel'zymer / Viktorija Kutuzova \| 6 0 \| 63 7 \| 3 6 \| \| | | |           |       |     |  |
| | | | 1         | 2     | 3   |  |
| 1 | Australia (bandiera) · Ucraina (bandiera)                                                               | Jarmila Groth Ol'ga Savčuk                                                                              | 6 1       | 6 1   |     |  |
| 2 | Australia (bandiera) · Ucraina (bandiera)                                                               | Anastasija Rodionova Lesja Curenko                                                                      | 1 6       | 4 6   |     |  |
| 3 | Australia (bandiera) · Ucraina (bandiera)                                                               | Jarmila Groth Lesja Curenko                                                                             | 6 1       | 6 3   |     |  |
| 4 | Australia (bandiera) · Ucraina (bandiera)                                                               | Anastasija Rodionova Ol'ga Savčuk                                                                       | 63 7      | 613 7 |     |  |
| 5 | Australia (bandiera) · Ucraina (bandiera)                                                               | Sophie Ferguson / Sally Peers Julija Bejhel'zymer / Viktorija Kutuzova                                  | 6 0       | 63 7  | 3 6 |  |

## Verdetti
- Promosse al Gruppo Mondiale 2012: Germania, Spagna, Serbia, Ucraina
- Retrocesse al Gruppo Mondiale II 2012: USA, Francia, Slovacchia, Australia